# Błażkowa (województwo podkarpackie)

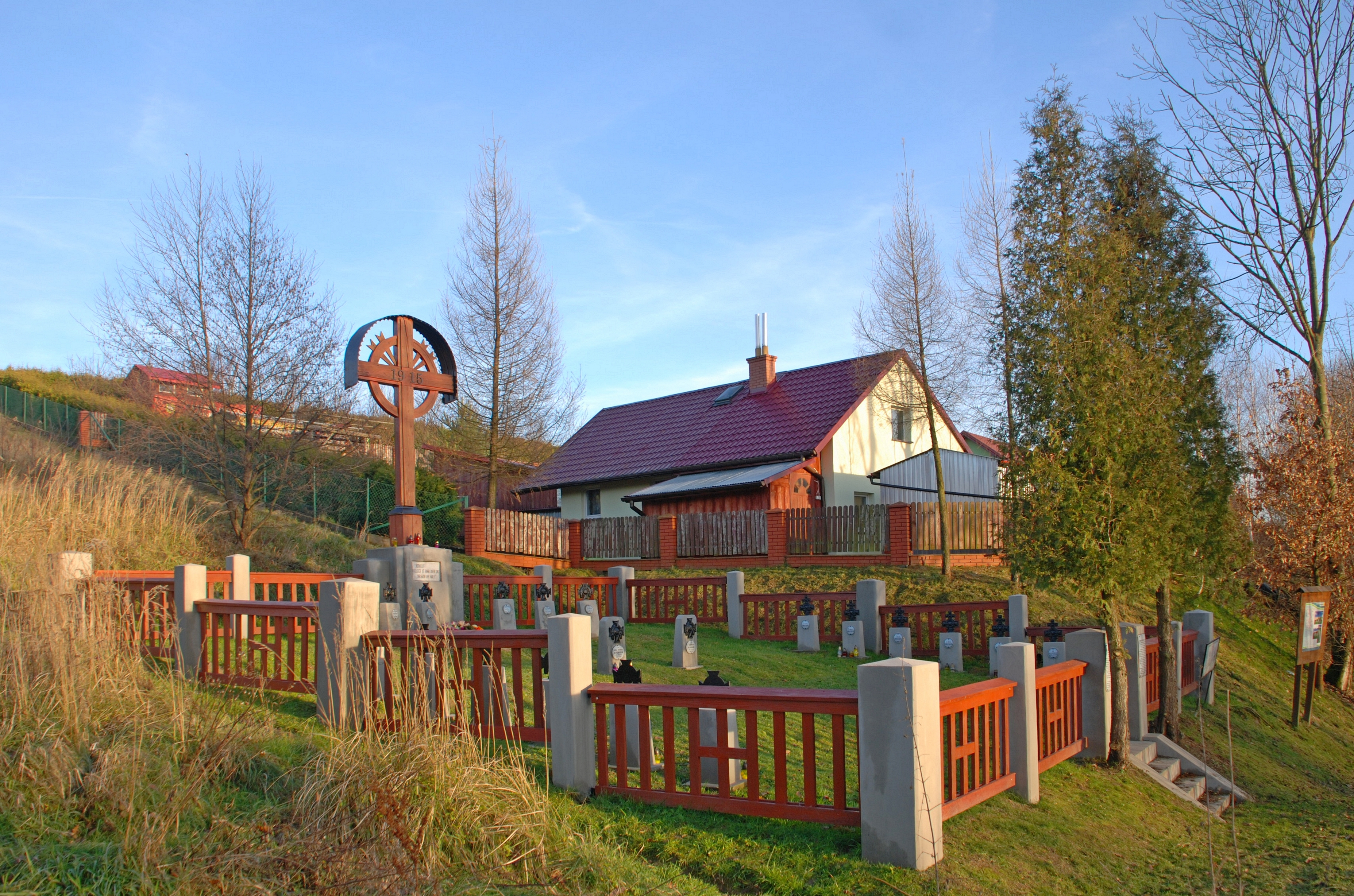
Cmentarz wojenny nr 219

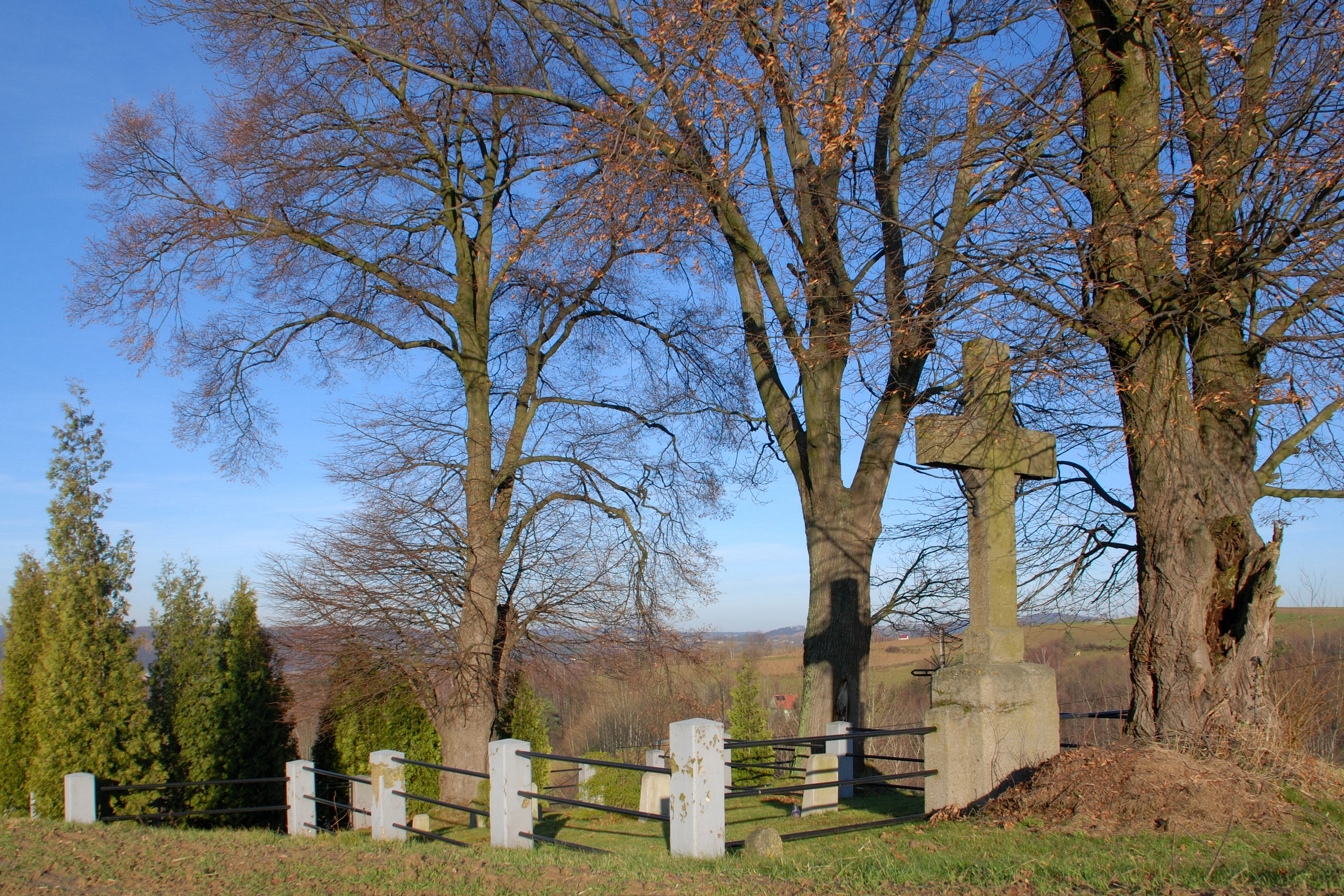
Cmentarz wojenny nr 229

Błażkowa (daw. Błaszkowa) – wieś w Polsce położona w województwie podkarpackim, w powiecie jasielskim, w gminie Brzyska.
| SIMC    | Nazwa      | Rodzaj     |
| ------- | ---------- | ---------- |
| 0346307 | Biedoszyce | przysiółek |
| 0346313 | Chorzówka  | przysiółek |
| 0346320 | Granice    | przysiółek |

W latach 1954–1968 wieś należała i była siedzibą władz gromady Błażkowa, po jej zniesieniu w gromadzie Brzyska. W latach 1975–1998 miejscowość administracyjnie należała do województwa krośnieńskiego.
Miejscowość jest siedzibą parafii pod wezwaniem Matki Bożej Nieustającej Pomocy, należącej do dekanatu Brzostek, diecezji rzeszowskiej.
Nazwa wsi pochodzi najprawdopodobniej od imienia Blaszko lub Błażej.

## Historia

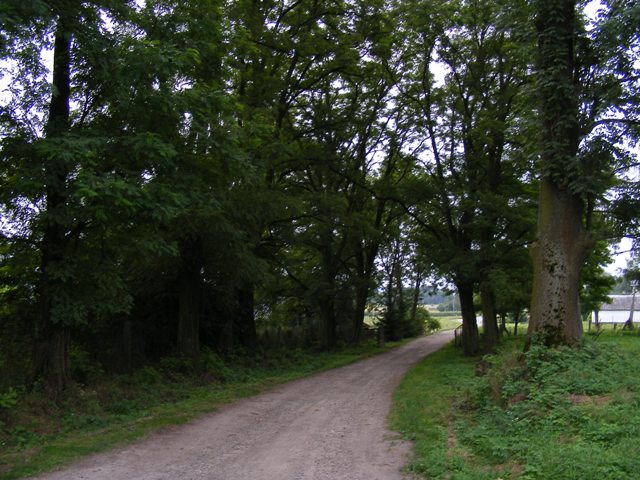
Aleja w Jasionach w dawnym majątku Irzykowskich (2008 r.)

Osada wzmiankowana w 1429 r. W 1624 r. wymieniana jako miasteczko. Posiadało ono gorzelnię, browar i tartak oraz rozwinięte tkactwo. Przez Błażkową przebiega potok Idżwinka. Nad nim przy polnej drodze starsi mieszkańcy wskazują miejsce, w którym wykopywano ludzkie kości. Tradycja utrzymuje, że był tu cmentarz – pozostałość wojen szwedzkich. Według przekazów stoczono tu w czasie potopu szwedzkiego, w grudniu w 1655 r. jedną z większych bitew ze Szwedami. Znaczniejszy rozwój dopiero w XIX w.
W 1860 współwłaściciele Józef i Kajetan Bochniewiczowie, Józef Reklewski i Hieronima Wiluszowa odstąpili dawny areszt na szkołę i zapewnili jej opał. Gromady w Błażkowej i Dębowej zobowiązały się drewno zrąbać, zwieźć i płacić gotówką 189 zł.
Na przełomie XIX i XX wieku dobra we wsi posiadał Stanisław Nowak.
W miejscowości znajduje się pomnik ku czci partyzantów i ofiar faszyzmu.
Błażkowa wyposażona jest w sieć instalacji gazowej i telefonicznej. Posiada budynki użyteczności publicznej takie jak: szkołę podstawową, gimnazjum, Niepubliczny Ośrodek Zdrowia, Dom Ludowy i remizę OSP.

## Urodzeni
W Błażkowej urodził się Karol Irzykowski – krytyk literacki, pisarz; autor powieści Pałuba. Dworek Jasiony, w którym urodził się pisarz, został rozebrany po 1945 r. W jego miejscu zbudowano tartak. Pozostały aleja, którą powozy zajeżdżały przed ganek, kilka drzew.

## Atrakcje i obiekty historyczne
- Krzyże drogowskazy, wskazujące drogę na cmentarze wojenne z okresu I wojny światowej, znajdują się niedaleko szkoły
- Cmentarz wojenny nr 219
- Cmentarz wojenny nr 229
- Kościół parafialny w Błażkowej pod wezwaniem Matki Bożej Nieustającej Pomocy
- Szkoła Podstawowa w Błażkowej
- Kapliczka wotywna tzw. „wrocławska”
- Pomnik ku czci partyzantów i ofiar faszyzmu

Na terenie wsi zachowało się wiele kapliczek, takich jak trzykondygnacyjna kapliczka słupowa, zwieńczona krzyżem. We wnęce umieszczono figurkę Matki Bożej Niepokalanie Poczętej. Niżej na szklanej tabliczce widnieje napis:

BOGU I MATCE NAJŚWIĘTSZEJ ZA OCALENIE I POWRÓT DO DOMU Z WROCŁAWIA W 1945 R. Z OBOZU Z WDZIĘCZNOŚCIĄ TEN POMNIK WZNOSZĄ
BŁAŻKOWIANIE

## Przysiółki
1. Biadoszyce
2. Brza
3. Chorzówka
4. Dzioły,
5. Granice,
6. Gancarzka,
7. Jesiony,
8. Nagórze,
9. Nadole,
10. Podlesie,
11. Rędziny,
12. Rzyki,
13. Równie,
14. Wieś,
15. Wiostówki,
16. Zamczysko.